# تايلر وودز
تايلر وودز (بالإنجليزية: Tyler Woods)‏ هو مغن مؤلف وموسيقي أمريكي، ولد في 29 نوفمبر 1982.

## وصلات خارجية
- الموقع الرسمي
- تايلر وودز على موقع ميوزك برينز (الإنجليزية)
- تايلر وودز على موقع ديسكوغز (الإنجليزية)